# Maria Goncerzewicz
Maria Goncerzewicz (ur. 28 sierpnia 1917 w Brzeźnicy, zm. 5 grudnia 2020) – polska lekarka pediatra, prof. dr hab., pierwsza dyrektor Centrum Zdrowia Dziecka w Warszawie.

## Życiorys
Maria Goncerzewicz urodziła się w Brzeźnicy koło Radomska. Ukończyła gimnazjum w Częstochowie, podczas II wojny światowej brała udział w tajnych kompletach medycyny podziemnego Uniwersytetu Warszawskiego. Ukończyła studia na Wydziale Lekarskim Uniwersytetu Poznańskiego.
Obroniła pracę doktorską, następnie uzyskała stopień doktora habilitowanego. Była honorowym członkiem Polskiego Towarzystwa
Gastroenterologii, Hepatologii i Żywienia Dzieci oraz dyrektorem w Centrum Zdrowia Dziecka w Warszawie. Została powołana na stanowisko dyrektora Centrum Zdrowia Dziecka w Warszawie 16 marca 1976 roku. Nominacje odebrała z rąk ministra zdrowia prof. Mariana Śliwińskiego. Funkcję dyrektora pełniła przez ponad 14 lat (od marca 1976 do października 1990 roku.
Zmarła 5 grudnia 2020 w wieku 103 lat.